# Angie Sage
Angie Sage (Thames Valley, 1952) è una scrittrice britannica.
Cresciuta tra la valle del Tamigi, Londra e il Kent vive in una vecchia casa con tunnel sotterraneo in Cornovaglia. È autrice della serie di libri Septimus Heap. È inoltre illustratrice di molti libri per bambini.

## Opere

### Septimus Heap

#### In ordine di pubblicazione
- Septimus Heap, Libro Primo: Magya (2005)[1] (Septimus Heap, Book One: Magyk, 2005)
- Septimus Heap, Libro Secondo: Volo (2006)[2] (Septimus Heap, Book Two: Flyte, 2006)
- Septimus Heap, Libro Terzo: Alkymia (2007)[3] (Septimus Heap, Book Three: Physik, 2007)
- Septimus Heap, Libro Quarto: Rycerca (2011)[4] (Septimus Heap, Book Four: Queste, 2008)
- Septimus Heap: Le Carte Magyke (Inedito in Italia) (Septimus Heap: The Magykal Papers, 2009)
- Septimus Heap, Libro Quinto: Syrena (Inedito in Italia) (Septimus Heap, Book Five: Syren, 2009)
- Septimus Heap, Libro Sesto: Buyo (Inedito in Italia) (Septimus Heap, Book Six: Darke, 2011)
- Septimus Heap, Libro Settimo: Fuoko (Inedito in Italia) (Septimus Heap, Book Seven: Fyre, 2013)
- Septimus Heap: Il Rospo Oskuro / Il Rospo del Buyo (Inedito in Italia) (Septimus Heap: The Darke Toad, 2013 - Disponibile solo in e-book)

#### In ordine cronologico
- Septimus Heap, Libro Primo: Magya (2005)[1] (Septimus Heap, Book One: Magyk, 2005)
- Septimus Heap, Libro 1.5: Il Rospo Oskuro (Inedito in Italia) (Septimus Heap, Book 1.5: The Darke Toad, 2013)
- Septimus Heap, Libro Secondo: Volo (2006)[2] (Septimus Heap, Book Two: Flyte, 2006)
- Septimus Heap, Libro Terzo: Alkymia (2007)[3] (Septimus Heap, Book Three: Physik, 2007)
- Septimus Heap, Libro Quarto: Rycerca (2011)[4] (Septimus Heap, Book Four: Queste, 2008)
- Septimus Heap, Libro Quinto: Syrena (Inedito in Italia) (Septimus Heap, Book Five: Syren, 2009)
- Septimus Heap, Libro Sesto: Buyo (Inedito in Italia) (Septimus Heap, Book Six: Darke, 2011)
- Septimus Heap, Libro Settimo: Fuoko (Inedito in Italia) (Septimus Heap, Book Seven: Fyre, 2013)
- Septimus Heap, Libro 7.5: Le Carte Magyke (Inedito in Italia) (Septimus Heap, Book 7.5: The Magykal Papers, 2009)

### TodHunter Moon (trilogia sequel di Septimus Heap)
- Tod Cacciatore di Luna, Libro Primo: Esploratore (Inedito in Italia) (Septimus Heap - TodHunter Moon, Book One: PathFinder, 2014)
- Tod Cacciatore di Luna, Libro Secondo: Corridore della Sabbia (Inedito in Italia) (Septimus Heap - TodHunter Moon, Book Two: SandRider, 2015)
- Tod Cacciatore di Luna, Libro Terzo: Cacciatore di Stelle (Inedito in Italia) (Septimus Heap - TodHunters Moon: StarChaser, Book Three, 2016)

### Araminta Spook
- Araminta Spook, Book One: My Haunted House (Pubblicato nel 2006)
- Araminta Spook, Book Two: The Sword in the Grotto (Pubblicato nel 2006)
- Araminta Spook, Book Three: Frognapped (Pubblicato nel 2007)
- Araminta Spook, Book Four: Vampire Brat (Pubblicato nel 2007)
- Araminta Spook, Book Five: Ghostsitters (Pubblicato nel 2008)